# Giuseppe Bracci Testasecca
Giuseppe Bracci Testasecca, nobile di Orvieto e di Montepulciano (Orvieto, 3 novembre 1853 – Roma, 30 aprile 1913) è stato un ingegnere e politico italiano.
La sua famiglia è documentata a Orvieto fin dal XIV secolo, proprietaria di vasti poderi e di due palazzi cinquecenteschi nella stessa città e a Montepulciano. È stato il principale finanziatore della Stazione funicolare che congiunge la stazione di Orvieto alla città, inaugurata il 7 ottobre 1888, tanto che l'impianto è stato inizialmente chiamato funicolare Bracci.